# Häxprocessen i Lukh
Häxprocessen i Lukh utanför Moskva mellan 1656 och 1660, var en av de största häxprocesserna i Ryssland. 
Processen började år 1656, då änkan Tatjana en dag fick ett anfall i kyrkan under gudstjänsten i byn Lukh utanför Moskva. Under anfallet anklagade hon i delirium två änkor samt Igoshka Salutin och två änkor för att ha orsakat anfallet genom förhäxat bröd. Därefter spred sig fenomenet i byn och alltfler kvinnor började lida av anfall. 
En undersökning tillsattes av Moskva för att undersöka eventuell trolldom. Kvinnor som fick anfall var ibland sjuka i veckor, under vilka de, enligt sina manliga anhöriga, kunde bete sig och ge ifrån sig samma läten som olika djur, och slungade ur sig både blasfemiska uttalanden och anklagelser om vilka som hade förhäxat dem. 
33 kvinnor och två män led av dessa anfall, ytterligare tio män började lida av impotens, vilket innebar att 45 personer hade drabbats av påstådd förhäxning, och 90 personer förhördes, vilket innebar en femtedel av samhället. Anklagelserna sträckte sig från folkmedicin till förtrollningar och onda besvärjelser. Fem män och deras familjer, med ortens naturläkare Tereshka Malakurov som huvudfigur, ställdes inför rätta. 
Tereshka Malakurov angavs ha sålt talismaner och trollramsor. Bland hans kunder fanns Fedka Popov och prästen, som både köpt exorcism av honom: dessa hade dock varit verkningslösa, vilket ökade misstankarna. 
Igoshka Salutin pekades ut av Luka Frolevs hustru under ett anfall; hennes make hade lånat pengar av honom. 
Bondemunken Arkhipko Fadeev pekades ut liksom sångaren Ianka Erokhin, som hade grälat med en välbärgad bybos dotter, Manka.
Skomakarsonen Fedka Vasilev pekades också ut men flydde då han hörde en kvinna under anfall skrika hans namn; han greps dock under flykt 1657.  
De flesta av de gripna erkände att de blandat örtmediciner och utfört harmlösa magiska tjänster som att utföra skyddsbesvärjelser för att avvärja ond magi från bröllop, men nekade till anklagelserna. Tortyr fick alla att bekänna utom Igoshka Salutin. Tereshka Malakurov bekände att hästdoktorn Oska hade lärt honom ramsor, som han sedan lät flyga bort med vinden eller med hundar, och att han hade lärt sig att göra andra sjuka för att sedan få tillfälle att bli anlitad för att göra dem friska igen, men att det inte hade gått. Efter ytterligare tortyr pekade han ut sin hustru Olenka som sin elev. Olenka arresterades och torterades tills hon erkände sig skyldig. 
Den 27 juli 1658 blev Tereshka Malakurov, Ianka Salutin, Arkhipo Fadeev och Ianka Erokhin brända på bål. Olenka blev som kvinna istället levande begravd. 
Samma år greps även Igoshka Salutins mor Nastasitsa Salutina och bror Mitka Salutin, som båda motstod tortyren. Under den andra rättegången åtalades initialt Fedka Vasilev, Nastasitsa Salutina och hennes söner Igoshka Salutin och Mitka Salutin. År 1659 började dock en ny våg av besättelser i byn sedan Tomiloa Exhovs dotter Nastasitsa hade fått ett anfall efter att ha fört mat till fångarna. Detta resulterade i att tjugofem personer slutligen ställdes inför rätta för den nya vågen av förtrollningar. 
När processen avslutades 1660 hade ytterligare fem personer avrättats. 